# Will Clyburn
William Dalen „Will” Clyburn (ur. 17 maja 1990 w Detroit) – amerykański koszykarz, występujący na pozycji niskiego skrzydłowego, obecnie zawodnik CSKA Moskwa.

## Osiągnięcia
Stan na 11 października 2019, na podstawie, o ile nie znaleziono inaczej.
NCAA
- Uczestnik:
  - II rundy turnieju NCAA (2013)
  - meczu gwiazd NCAA – Reese's College All-Star Game (2013)
  - turnieju Portsmouth Invitational Tournament (2013)
- Najlepszy nowo przybyły konferencji Big 12 (2013)
- Zaliczony do:
  - I składu najlepszych pierwszorocznych zawodników Big 12 (2013)
  - II składu:
    - All-Big 12 (2013)
    - Mountain West (2011)

Drużynowe
- Mistrz:
  - Euroligi (2019)[3]
  - Rosji/VTB (2018, 2019)
- 4. miejsce podczas mistrzostw Turcji (2017)
- Finalista pucharu Niemiec (2014)
- Uczestnik rozgrywek:
  - Euroligi (2017, 2018 – 4. miejsce)
  - Eurocup (2014)
  - EuroChallenge (2015)

Indywidualne
- MVP Final Four Euroligi (2019)[4]
- Zaliczony do I składu Euroligi (2019)[4]
- Zwycięzca konkursu wsadów niemieckiej ligi BBL (2015)
- Uczestnik meczu gwiazd:
  - niemieckiej ligi BBL (2015)
  - ligi izraelskiej (2016)
  - tureckiej ligi BSL (2017)
- Lider strzelców ligi izraelskiej (2016)